# Mount Paget
Mount Paget är ett berg i Sydgeorgien och Sydsandwichöarna (Storbritannien). Det ligger i den nordvästra delen av Sydgeorgien och Sydsandwichöarna. Toppen på Mount Paget är 2 933 meter över havet. Mount Paget ingår i Allardyce Range.
Terrängen runt Mount Paget är huvudsakligen mycket bergig. Mount Paget är den högsta punkten i trakten. Trakten runt Mount Paget är nära nog obefolkad, med mindre än två invånare per kvadratkilometer. Det finns inga samhällen i närheten. Trakten runt Mount Paget består i huvudsak av gräsmarker.